# Bac Ninh (cidade)
Bac Ninh (em vietnamita: Bắc Ninh ) é uma cidade no Vietname e capital da província de Bac Ninh. O nome da cidade significa "serenidade do norte".
Sua área é de 80,28 km² e sua população, em 2010, era de 153 530 habitantes.